# Jesse Marsch
Ne pas confondre avec le dessinateur de comics Jesse Marsh.
Jesse Marsch est un joueur puis entraîneur de football né le 8 novembre 1973 à Racine dans le Wisconsin. Il évolue au poste de milieu défensif dans les années 1990 et 2000, avant d'exercer comme entraîneur à partir de 2010.

## Carrière

### Carrière de joueur
Au cours de ses études d'histoire à l'Université de Princeton, Jesse Marsch joue pour les Tigers, l'équipe de soccer du campus entrainé par Bob Bradley. Une fois diplômé, il rejoint la MLS pour sa saison inaugurale en 1996 ; il est repêché à la 21e position lors de la MLS College Draft par le DC United dont l'entraineur assistant n'est nul autre que Bob Bradley.

### Carrière d'entraîneur
Le 10 août 2011, il est annoncé que Marsch sera le premier entraineur de l'Impact de Montréal en MLS pour la saison 2012.
Il prend officiellement ses fonctions de coach, le 3 octobre 2011, lorsqu'il dirige son premier entrainement pour un camp de détection en vue du passage du club en MLS. Il est avec le club le 10 mars 2012 pour son premier match en MLS. L'Impact termine sa saison inaugurale avec une honnête récolte de 42 points, au septième rang de la Conférence de l'Est. Le départ de Marsch est annoncé le 3 novembre 2012 après une saison.
À la suite de sa démission, Marsch part en voyage six mois en Asie et en Europe avec sa femme et ses trois enfants. À son retour, il devient entraineur assistant volontaire pour le club de son université, les Tigers de Princeton.
Le 7 janvier 2015, il devient le 15e entraîneur des Red Bulls de New York et succède à Mike Petke.
À la suite du départ de Julian Nagelsmann, il devient l'entraineur du RB Leipzig au cours de la saison 2021-2022. Le 5 décembre 2021 à la suite des mauvais résultats du club, il est renvoyé de son poste d'entraîneur du RB Leipzig.
Le 1 mars 2022, il succède à Marcelo Bielsa (limogé après de mauvais résultats) à la tête de Leeds United où l'entraineur américain devra assurer le maintien de l'équipe dans l'élite du football anglais pour la saison 2021-2022.
Le 6 février 2023, il est relevé de ses fonctions d'entraîneur principal, alors que Leeds enchainait les contre-performances en Premier League.

## Palmarès

### Palmarès de joueur
D.C. United
- Champion de Major League Soccer en 1996 et 1997
- Vainqueur de la Coupe des États-Unis en 1996
- Finaliste de la Coupe des États-Unis en 1997
- Vainqueur de la MLS Supporters' Shield en 1997

 Chicago Fire
- Champion de Major League Soccer en 1998
- Vainqueur de la Coupe des États-Unis en 1998, 2000 et 2003
- Vainqueur de la MLS Supporters' Shield en 2003

### Palmarès d'entraîneur
New York Red Bulls
- Vainqueur de la MLS Supporters' Shield en 2015

 Red Bull Salzbourg
- Champion d'Autriche en 2020 et 2021
- Vainqueur de la Coupe d'Autriche en 2020 et 2021

### Récompense individuelle
- Trophée de l'entraîneur de l'année en MLS en 2015